# Hôtel de Seignelay
L'hôtel de Seignelay est un hôtel particulier situé au no 80, rue de Lille, dans le 7e arrondissement de Paris. Il est construit vers 1713 par Germain Boffrand, qui le vend au comte Charles Léonor Colbert de Seignelay, fils de Jean-Baptiste Colbert de Seignelay et petit-fils du ministre de Louis XIV.
Anciennement propriété de l'État français, il a abrité différents ministères et secrétariats d'État avant d'être mis en vente en décembre 2017 et vendu en 2019.
En cours de restauration, il est ravagé par un incendie le 6 février 2022. Si le salon rocaille est détruit, le boudoir Louis XVI est cependant préservé.

## Historique

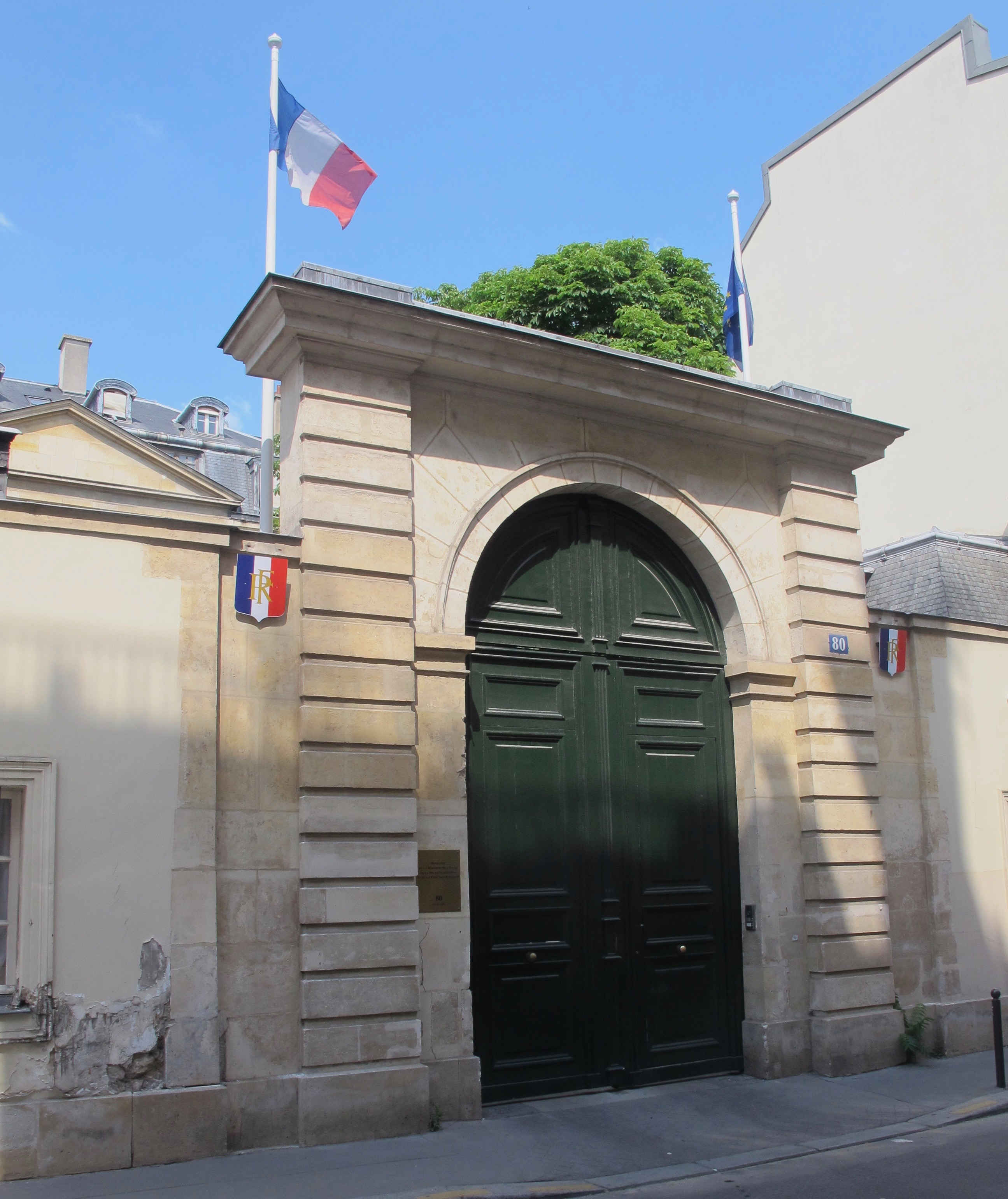
Portail d'entrée sur la rue.

Cet hôtel particulier est édifié par Boffrand, qui acquiert vers 1713 une bande de terrain le long de la rive gauche de la Seine. Sur ce terrain, l'architecte  édifie plusieurs demeures, dont cet hôtel qui donne, au sud, sur la rue de Bourbon (actuelle rue de Lille) et dont le jardin rejoint la Seine, au nord, par l'actuel quai Anatole-France.
Le bâtiment est similaire à l'hôtel Beauharnais, construit par le même architecte et situé au no 78 de la même rue. 
En 1718, il devient la propriété du comte de Seignelay, mort en 1740, dont les héritiers le vendent en 1747 à Armand Joseph de Béthune, duc de Charost. Au XVIIIe siècle, l'hôtel est en partie transformé ; l'architecte Pierre Mouret assure sa décoration. Réputé pour sa bienfaisance et sa générosité, le duc de Charost n'émigre pas à la Révolution. Il est emprisonné au plus fort de la Terreur mais libéré après la chute de Robespierre. En 1799, il est nommé maire du 10e arrondissement, où se trouve sa demeure, mais meurt l'année suivante de la petite vérole, contractée en allant visiter des sourds-muets dans les hôpitaux. L'hôtel passe à sa veuve, Henriette Adélaïde du Bouchet de Sourches, puis à la sœur de celle-ci, Marie Marguerite Joséphine du Bouchet de Sourches, alors veuve de Louis Charles de Sainte Aldegonde. Au décès de cette dernière en 1838, ses filles le vendent au marquis de Lauriston, qui l'échange en 1842 avec le comte Christian de Nicolaï contre un hôtel situé 32 rue Saint Guillaume. La famille de Nicolaï conservera l'hôtel pendant près d'un siècle.
En 1801 l'ingénieur Philippe Lebon y inaugure son système d'éclairage et de chauffage Thermolampe.
Adélaïde Hyacinthe de Fougières, veuve du comte Christian de Nicolaï, y meurt en 1891. Ses descendants vendent l'hôtel en 1938 à l'ambassade d'Allemagne, désireuse d'agrandir ses locaux implantée depuis 1814 dans l'hôtel Beauharnais voisin.

### Une résidence d’État
Confisqué par l'État en 1944 comme l'hôtel Beauharnais, l'hôtel de Seignelay abrite différents ministères de 1945 à 2017 : le ministère de l'Agriculture en 1951 ; le secrétariat d'État aux Affaires algériennes en 1964 ; le secrétariat d'État aux Affaires étrangères en 1967 ; le ministère du Plan et de l'Aménagement du territoire en 1970 ; le secrétariat d’État aux PME en 2002.
En 2007-2008, il est mis en location  pour un bail emphytéotique de 60 ans sans trouver preneur. En 2012, il devient le siège du ministère de la Fonction publique.
L'État met en vente le bâtiment en 2017, ce dernier trouve preneur en 2019. Il est vendu le 13 février 2019 pour 61 millions d'euros à Pierre Kosciusko-Morizet et Pierre Krings qui souhaitent en faire un lieu destiné aux entrepreneurs. En plein travaux, l'hôtel est dévasté par un incendie le 6 février 2022 ; le salon rocaille est ravagé mais le boudoir Louis XVI est sauvé.

## Description

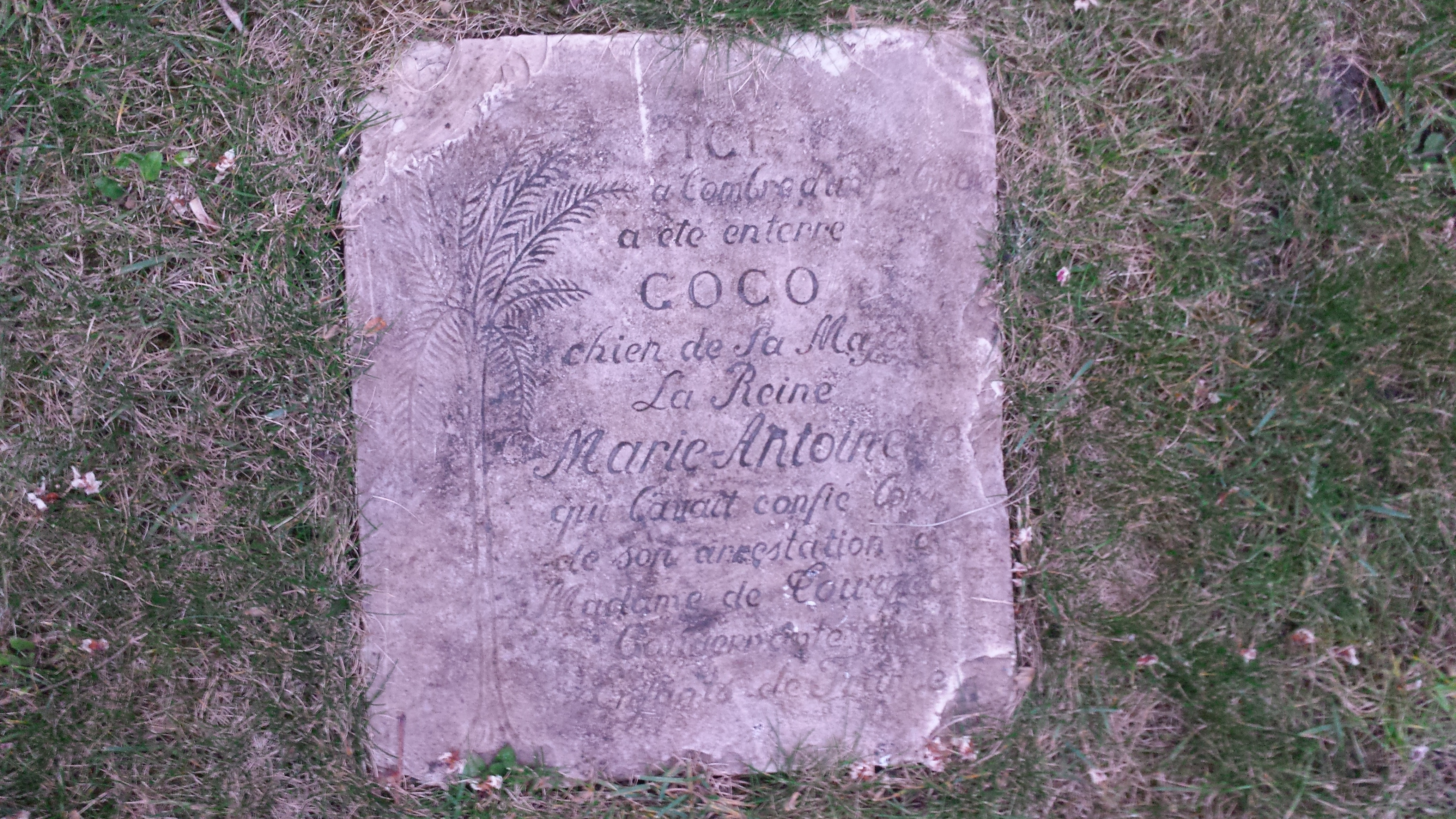
Stèle commémorative de Coco.

L'hôtel bénéficie depuis le 3 novembre 1952 d'un classement au titre des monuments historiques pour les boiseries Louis XV et les décors Louis XVI. Les communs, la cour et le jardin bénéficient d'une inscription depuis le 28 octobre 1991.
Il est accessible rue de Lille par un portail monumental encadré de deux pavillons de garde, qui abritent chacun un appartement de 55,90 m2. Il donne sur une cour pavée de 444 m2. La façade principale en pierre de taille, ornée de mascarons, s'inscrit dans l'alignement du portail. L'hôtel compte cinq étages, le plus bas étant un sous-sol demi-enterré et le plus haut sous brisis. Parmi les pièces historiques figurent un salon rocaille Louis XV et un boudoir Louis XVI. En 1842, un bâtiment de trois étages est construit à l'ouest de la cour ; servant de communs, il relie l'hôtel à la rue.
L'hôtel contient 2 740 m2 de bureaux et 165 m2 de locaux d'habitation. En arrière, un grand jardin d'une superficie d'environ 1 200 m2 s'étend jusqu'à la Seine. Dans ce jardin que longe le quai Anatole-France (accès au no 21), une stèle rappelle que le dernier chien de la reine Marie-Antoinette, Coco, est enterré à cet endroit. Pour Vincent Noce, cette anecdote est fausse : il s'agirait d'un épagneul ayant adouci les jours du Dauphin au Temple. Après la mort de l'enfant en 1795, le chiot aurait été emporté à Vienne puis rapporté en France par sa sœur Madame Royale.